# Glory of Love
Glory of Love är en sång skriven av Peter Cetera, David Foster och Diane Nini. Peter Cetera spelade in sången på albumet Solitude/Solitaire från 1986 efter att ha lämnat gruppen Chicago, och den blev en stor framgång. Den var dessutom ledmotiv till filmen Karate Kid II: Mästarprovet, och nominerades till en Oscar för bästa sång.
I Sverige hamnade den på första plats på singellistan.

### Fotnoter
1. ↑  Jens Peterson (10 december 2009). ”Will Smiths son - nya Karate kid” (på svenska). Aftonbladet. https://www.aftonbladet.se/nojesbladet/film/article12183455.ab. Läst 8 november 2017.